# BA-64

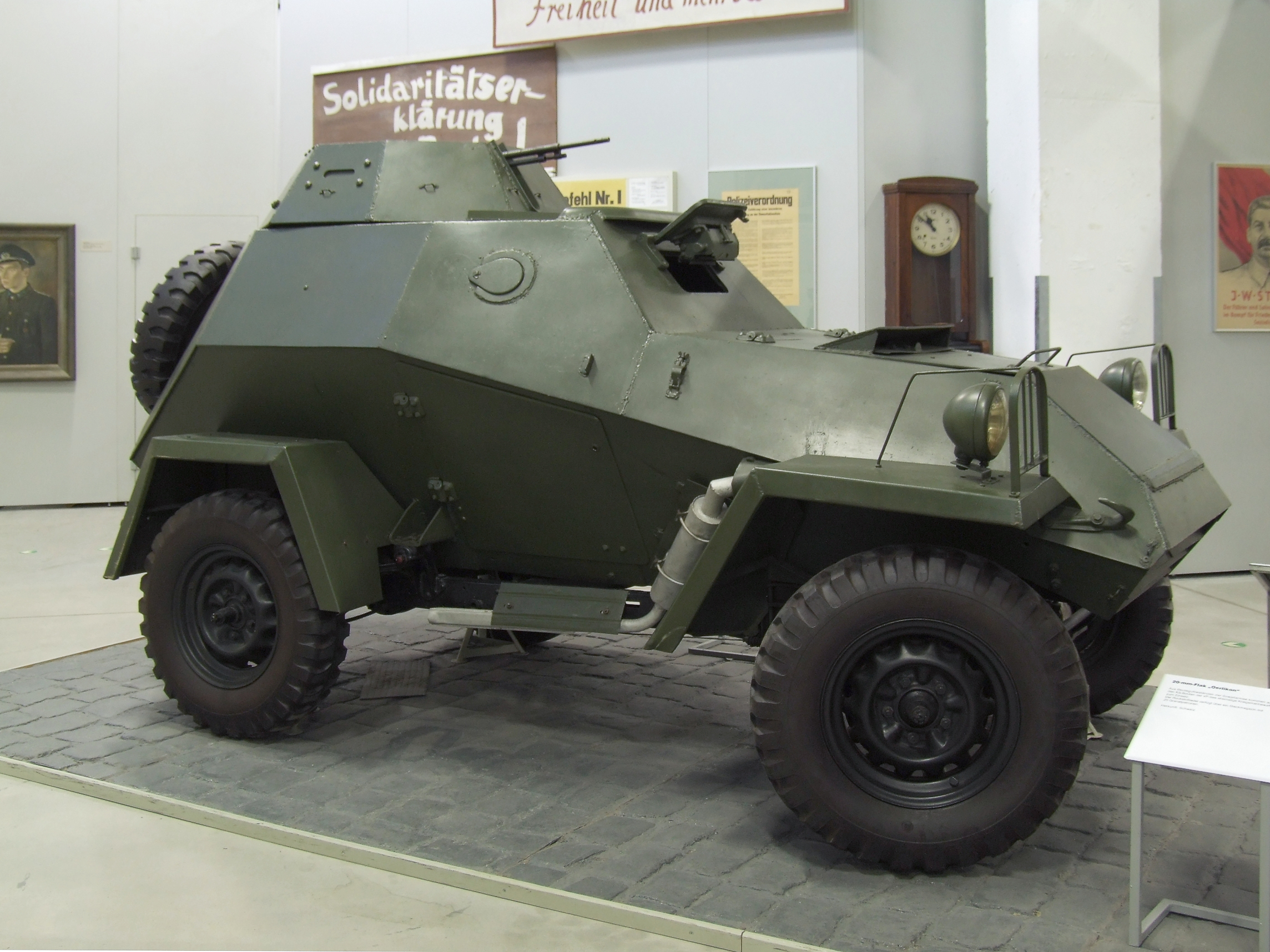
BA-64B w muzeum w Dreźnie

BA-64 – lekki samochód pancerny konstrukcji radzieckiej z okresu II wojny światowej.

## Historia
W latach 1938–1940 w ZSRR opracowano szereg konstrukcji osobowych samochodów terenowych. Na ich bazie planowano też skonstruowanie nowych typów samochodów pancernych. Wiele z nich było w trakcie prób, kiedy w czerwcu 1941 wybuchła wojna niemiecko-radziecka. W tej sytuacji, aby zaspokoić żądania wojska, trzeba było skonstruować prosty i lekki samochód, dogodny do masowej produkcji. Latem 1941 roku inż. Graczow z Fabryki GAZ, w rekordowym czasie dwóch miesięcy, opracował projekt takiego samochodu. Otrzymał on oznaczenie GAZ-64. Jesienią tego roku został on wdrożony do produkcji. Inż. Graczow, z własnej inicjatywy, wykorzystał elementy nowego samochodu do skonstruowania lekkiego samochodu pancernego. Do prac nad nim przystąpiono 17 lipca 1941. Konstruktorem wiodącym był inż. G.M.Wasserman. W skład zespołu weszli: F. A. Lepiendin, J. N. Soroczkin, B. T. Komarewskij i W. F. Samojłow. Pierwszy prototyp, zbudowano jesienią 1941.
3 marca 1942 nowy samochód pancerny został przyjęty do uzbrojenia Armii Czerwonej. Pierwsze pojazdy dotarły do oddziałów latem 1942 roku. Zostały one użyte w walkach na Froncie Briańskim i Woroneskim, a później pod Stalingradem. Doświadczenia z tych działań spowodowały modernizację samochodu. Powiększono rozstaw kół, zastosowano hydrauliczne tłumiki drgań w przednim moście. Zastosowano, we wszystkich kołach, ogumienie typu GK. Umożliwiało ono jazdę po przestrzeleniu opony. Tak zmodernizowane pojazdy znalazły się w produkcji późną jesienią 1942. Nosiły oznaczenie BA-64B. Od wiosny 1943 roku produkowano wyłącznie nowy model. Podobne zmiany konstrukcyjne zastosowano w samochodzie GAZ-64. W ich wyniku zmieniono jego nazwę na GAZ-67. Ogółem w latach 1942–1946 zbudowano 3901 egzemplarzy BA-64, oraz 5209 egzemplarzy BA-64B. Produkcję części zamiennych kontynuowano do 1953 roku.

## Odmiany pojazdu
- BA-64z (znany też jako BA-64BSCH) – odmiana przeznaczona do jazdy po głębokim śniegu. Skonstruowany w styczniu 1943 przez inż. S. S. Strojena. Przednie koła zastąpiono nartami. Zamiast tylnych, zastosowano lekki mechanizm gąsienicowy SCH z gąsienicami metalowo-gumowymi. Z powodu zbyt małej prędkości i zbyt dużego zużycia paliwa nie przyjęto go do uzbrojenia.
- BA-64D (znany też jako BA-64DSzK) – uzbrojony w wielkokalibrowy karabin maszynowy DSzK kal. 12,7 mm.
- BA-64E (zwany BA-64 Desantnyj) – bezwieżowy pojazd z miejscami dla 6 żołnierzy. Wchodzili oni do przedziału bojowego przez właz w tylnej części kadłuba. Zbudowano niewielką serię. Planowano uzbrojenie tego wozu w armatę przeciwpancerną kal. 37 mm.
- BASZ-64b – bezwieżowy pojazd przeznaczony dla oficerów sztabu. Posiadał specjalne wyposażenie radiowe, a także pulpity do pracy na mapach. Nie wszedł do produkcji.
- BA-64G i BA-64W – prototypy pojazdów przystosowanych do jazdy po szynach.

W jednostkach często dokonywano, na własną rękę, pewnych przeróbek. Odnosiło się to głównie do uzbrojenia pojazdu. Typowy karabin maszynowy zastępowano rusznicą przeciwpancerną PTRS kal. 14,5 mm. Czasem używano broni zdobycznej, np. niemieckiego działka kal. 20 mm.

## Służba
Samochody pancerne BA-64 były wykorzystywane jako pojazdy zwiadowcze, wozy dyspozycyjne dla dowódców, oficerów sztabowych i łącznikowych, poruszających się w strefie ognia przeciwnika. Posiadały je jednostki rozpoznawcze praktycznie wszystkich rodzajów wojsk. Używano ich do ochrony sztabów, osłony kolumn samochodowych, zwalczania desantów dywersyjnych, a także obrony przeciwlotniczej kolumn pancernych. Oprócz Armii Czerwonej, samochody były używane w LWP i Armii Czechosłowackiej. Polsce dostarczono 81 pojazdów. Po zakończeniu wojny pozostało ich jeszcze 53. Zostały one użyte bojowo w walkach z UPA. Później dostarczono je Rumunii, Bułgarii, Jugosławii, Chinom i Korei Pn. Były używane bojowo w wojnie koreańskiej. Miała je też w swoim uzbrojeniu armia (Nationale Volksarmee) oraz Ludowa Policja (Volkspolizei) NRD.